# A Portlandi Állami Egyetem nevezetes hallgatóinak listája

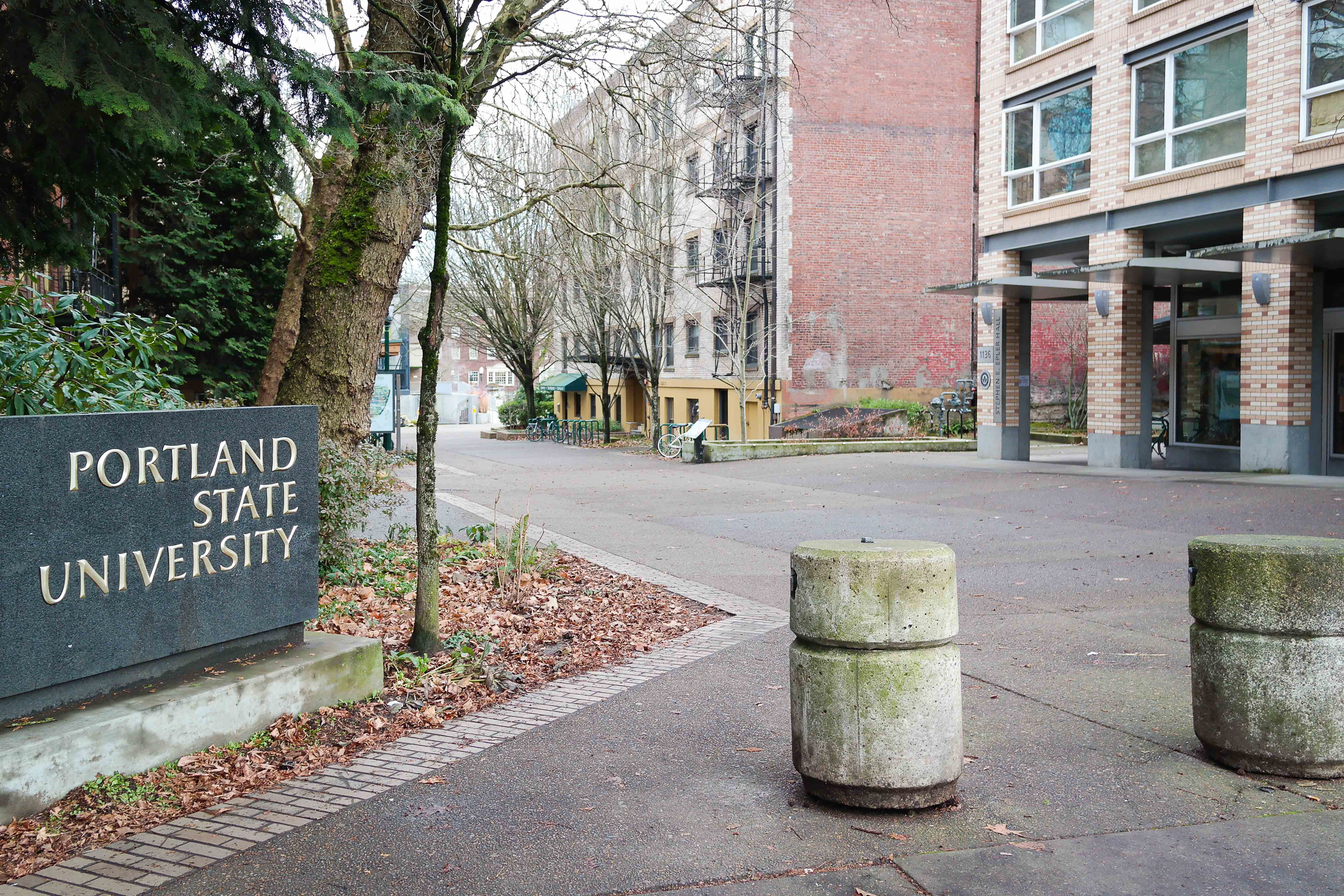
Névtábla az Epler épület mellett

Az alábbi listán a Portlandi Állami Egyetem (korábban Portlandi Állami Főiskola és Vanport Főiskola) nevezetes hallgatói szerepelnek.

## Lista

### Bölcsészettudomány
- Amos Yong, pünkösdista teológus[1]
- Chet Orloff, történész, az Oregoni Történelmi Társaság egykori igazgatója[2]
- Mark Weber, történész[3]

### Civil szféra
- Arthur Honeyman, fogyatékosságjogi aktivista, író[4]
- Ashley Gjøvik, aktivista, az Apple Inc. szivárogtatója[5]
- Musse Olol, aktivista[6]
- Paul Popham, vietnámi háborús veterán, a GMHC AIDS-ügyi szervezet alapítója[7]
- Richard Pimentel, fogyatékosságjogi aktivista[4]
- Robert Robideau, őslakosjogi aktivista[8]

### Építészet
- Sergio Palleroni, belsőépítész, oktató[9]

### Kommunikáció és média
- Kambiz Hosseini, szatíraíró, rádiós műsorvezető[10]
- Lana Lokteff, alternatív jobboldali YouTube-személyiség[11]
- Michael J. Moynihan, író, újságíró[12]
- Mike Bivins, újságíró[13]
- Paul Linnman, műsorvezető, újságíró[14]

### Közigazgatás

#### Vezetők
- Anasz Halid al-Szaleh, Kuvait helyettes külügyminisztere[15]
- Barbara Roberts, Oregon 34. kormányzója[16]
- Casten Nemra, a Marshall-szigetek 7. elnöke[17]

#### Bírók
- Anna J. Brown, szövetségi bíró[18]
- Betty Roberts, az Oregoni Legfelsőbb Bíróság és az Oregoni Fellebbviteli Bíróság első női bírája[19]
- Paul De Muniz, az Oregoni Legfelsőbb Bíróság főbírája[20]
- R. William Riggs, az Oregoni Legfelsőbb Bíróság bírája[21]

#### Állami szenátorok
- Avel Gordly, az oregoni szenátus első afroamerikai női szenátora[22]
- Chip Shields (Oregon, 22. kerület)[23]
- Chuck Riley (Oregon, 15. kerület)[24]
- Margaret Carter (Demokrata Párt, Oregon)[25]
- Martha Schrader (Oregon, 20. kerület)[26]
- Rob Wagner (Oregon, 22. kerület)[27]
- Rod Monroe (Demokrata Párt, Oregon)[28]

#### Állami képviselők
- Albert H. Densmore (Oregon, 50. kerület)[29]
- Bruce Starr (Oregon, Republikánus Párt)[30]
- Carolyn Tomei (Oregon, 41. kerület)[31]
- Chris Gorsek (Oregon, 49. kerület)[32]
- Deborah Boone (Oregon, 32. kerület)[33]
- Diego Hernandez (Oregon, 47. kerület)[34]
- Jeff Barker (Oregon, 28. kerület)[35]
- Jim Moeller (Washington, 49. kerület)[36]
- Joe Gallegos (Oregon, 13. kerület)[37]
- Larry Galizio (Oregon, 35. kerület)[38]
- Margaret Doherty (Oregon, 35. kerület)[39]
- Matt Wand (Oregon, 49. kerület)[40]
- Nick Kahl (Oregon, 47. kerület)[41]
- Richard Devlin (Oregon, Demokrata Párt)[42]
- Rick Bauman (Oregon, 11/13. kerület)[43]
- Ron Packard (Kalifornia, 43. kerület)[44]
- Scott Bruun (Oregon, 37. kerület)[45]
- Tawna Sanchez (Oregon, 43. kerület)[46]
- Teresa Alonso Leon (Oregon, 22. kerület)[47]
- Thomas Lockhart (Wyoming, 57. kerület)[48]

#### Egyéb
- Charles Moose, rendőrfőnök[49]
- Gladys McCoy, Oregon első afroamerikai női köztisztviselője[50]
- Joe DeLaCruz, az amerikai őslakosok kongresszusának elnöke[51]
- Joseph LeBaron, az USA katari nagykövete[52]
- Marisa Lino, az USA albániai nagykövete[53]
- Susan Eggman, a kaliforniai törvényhozás tagja[54]

### Művészet
- Ann Gardner, üvegművész[55]
- Anne Hughes, galériatulajdonos[56]
- Ariana Jacob, konceptuális művész[57]
- Bill Plympton, animátor[58]
- Cal Barnes, regényíró[59]
- Carolyn Davidson, grafikus[60]
- Celeste West, könyvtáros, író[61]
- Christopher Howell, költő[62]
- Damali ayo, konceptuális művész[63]
- David James Duncan, író[64]
- Deborah J. Ross, író[65]
- Franco Laguna Correa, költő[66]
- Gwen M. Davidson, festőművész[67]
- Holly Andres, fotóművész[68]
- Howard Ben Tré, üvegművész[69]
- Jack Ohman, képregényrajzoló[70]
- John Callahan, képregényrajzoló[71]
- John Sibley Williams, költő[72]
- Larry Harvey, a Burning Man fesztivál társalapítója[73]
- Laura Ross-Paul, festőművész[74]
- Lee Kelly, szobrász[75]
- Michael Dickman, költő[76]
- Michael Hornburg, újságíró, író[77]
- Mike Richardson, kiadó[78]
- Pierre Ouellette, író[79]
- Richard Kennedy, író[80]
- Roland Smith, író[81]
- Travis Knight, animátor[82]
- Walt Curtis, festő, költő[83]

### Oktatók
- Bonnie McCay (antropológia, Rutgers Egyetem)[84]
- Dali Yang (politikatudomány, Chicagói Egyetem)[85]
- David McDowall (kriminológia, SUNY)[86]
- George Guthridge (angol nyelv, Alaszkai Egyetem)[87]
- Hans G. Furth (filozófia, Amerikai Katolikus Egyetem)[88]
- Jacob Biamonte (kvantumszámítógépek, Skoltech)[89]
- Jack Ernest Vincent (politikatudomány, Idahói Egyetem)[90]
- Lee D. Baker (antropológia, Duke Egyetem)[91]
- Michael Kazin (történelem, Georgetowni Egyetem)[92]
- Mitchell S. Jackson (angol nyelv, New York Egyetem)[93]
- Peter A. Griffin (matematika, Kaliforniai Állami Egyetem)[94]
- Roberta Rudnick (geológia, Harvard Egyetem)[95]
- Thomas Talbott (filozófia, Willamette Egyetem)[96]

### Pénzügy és üzleti élet
- Darren Kimura, a mikroméretű koncentrált napenergia feltalálója[97]
- Judi Hofer, a May Department Stores vezérigazgatója[98]
- Mike Erickson, vállalkozó[99]
- Norm Winningstad, mérnök[100]
- Scott Davis, a UPS vezérigazgatója[101]
- Sho Dozono, üzletember[102]
- Steven Smith, a Tazo Tea alapítója[103]

### Sport
- Adam Hayward, amerikaifutball-játékos[104]
- Bree Schaaf, bobos[105]
- Clint Didier, amerikaifutball-játékos[106]
- Dan Frantz, amerikaifutball-játékos[107]
- Darick Holmes, amerikaifutball-játékos[108]
- Dave Jansen, harcművész[109]
- Dave Stief, amerikaifutball-játékos[110]
- DeShawn Shead, amerikaifutball-játékos[111]
- Dominic Waters, kosárlabdázó[112]
- Evan Jager, futó[113]
- Freeman Williams, kosárlabdázó[114]
- Gordon Riese, baseballjátékos, bíró[115]
- Jeff Lahti, baseballjátékos[116]
- Joe Kraemer, baseballjátékos[117]
- Jordan Senn, amerikaifutball-játékos[118]
- Julius Thomas, amerikaifutball-játékos[119]
- Kameron Canaday, amerikaifutball-játékos[120]
- Ime Udoka, amerikaifutball-edző[121]
- Mike Pierce, birkózó[122]
- Neil Lomax, amerikaifutball-játékos[123]
- Paul Schrieber, baseballjátékos[124]
- Rick Sanders, birkózó[125]
- Shannon O’Keefe, bowlingozó[126]
- Shaun Bodiford, amerikaifutball-játékos[127]
- Steve Olin, amerikaifutball-játékos[128]
- Tom Trebelhorn, baseballedző[129]
- Tony Curtis, amerikaifutball-játékos[130]

### Szórakoztatóipar

#### Film és tévé
- Bruce Abbott, színész[131]
- Cal Barnes, filmrendező[132]
- Erin Way, színész[133]
- Holly Madison, Playmate[134]
- Ian Karmel, humorista[135]
- Jennifer Lyon, a Survivor sorozat résztvevője[136]
- Karl Glusman, színész[137]
- Kari Ann Peniche, Miss Teen USA[138]
- Katie Harman, a 2002-es Miss America[139]
- Mark Dacascos, harcművész, színész[140]
- Rick Reynolds, humorista[141]
- Sara Jean Underwood, Playmate[142]
- Terence Knox, színész[143]

#### Zene
- Aminé, hiphopzenész[144]
- Audrey Luna, szoprán[145]
- Courtney Love, a Hole frontembere[146]
- Dave Carter, népzenész[147]
- Eric Funk, karmester, zeneszerző[148]
- Esperanza Spalding, dzsesszzenész[149]
- Haley Heynderickx, énekes-dalszerző[150]
- Issa, zenész[151]
- Jack Ely, zenész[152]
- Ken Butler, kísérleti zenész[153]
- Lawrence Leighton Smith, zongorista[154]
- Mel Brown, dzsesszdobos[155]
- Nancy Wilson, a Heart gitárosa[156]
- Rob Simonsen, filmzeneszerző[157]

### Technológia és tudomány
- Fariborz Maseeh, a mikroelektromechanikai rendszerek kutatója[158]
- Jill Mikucki, mikrobiológus, sarkkutató[159]
- John Hughes, az iskolai drogmegelőzés úttörője[160]
- Sage Sharp, a Linux-kernel egyik programozója[161]

### Egyéb
- Julienne Bušić, író, bűntárs a TWA 355-ös járatának eltérítésében[162]
- Patrice Lumumba Ford, a Portlandi Hetek terroristacsoport tagja[163]
- Randall Woodfield, sorozatgyilkos[164]

## Fordítás
- Ez a szócikk részben vagy egészben  a   List of Portland State University alumni című angol Wikipédia-szócikk ezen változatának fordításán alapul.  Az eredeti cikk szerkesztőit annak laptörténete sorolja fel. Ez a jelzés csupán a megfogalmazás eredetét és a szerzői jogokat jelzi, nem szolgál a cikkben szereplő információk forrásmegjelöléseként.